# Emmett Toppino
Martin Emmett Toppino (New Orleans, 1 juli 1909 - aldaar, 8 september 1971) was een Amerikaans atleet, die zich had toegelegd op de sprint. Hij nam eenmaal deel aan de Olympische Spelen en veroverde bij die gelegenheid één gouden medailles.

## Loopbaan
Toppino eindigde tijdens de Amerikaanse trials voor de Olympische Zomerspelen 1932 in eigen land als vierde op de 100 meter en mocht om die reden niet individueel deelnemen maar werd wel geselecteerd voor de estafette. Met de Amerikaanse 4x100 meter ploeg won hij de gouden medaille in een wereldrecord.

## Titels
- Olympisch kampioen 4 × 100 m estafette - 1932

## Persoonlijk record
| Onderdeel | Prestatie | Datum |
| --------- | --------- | ----- |
| 100m      | 10,4      | 1932  |

## Belangrijkste prestaties

### 4 x 100 m
| Jaar | Wedstrijd | Plaats | tijd    |
| ---- | --------- | ------ | ------- |
| 1932 | OS        | Goud   | 40,0 WR |

1912: Jacobs, Macintosh, d'Arcy, Applegarth ·
1920: Paddock, Scholz, Murchison, Kirksey ·
1924: Clarke, Hussey, Leconey, Murchison ·
1928: Wykoff, Quinn, Borah, Russell ·
1932: Kiesel, Toppino, Dyer, Wykoff ·
1936: Owens, Metcalfe, Draper, Wykoff ·
1948: Ewell, Wright, Dillard, Patton ·
1952: Smith, Dillard, Remigino, Stanfield ·
1956: Murchison, King, Baker, Morrow ·
1960: Cullmann, Hary, Mahlendorf, Lauer ·
1964: Drayton, Ashworth, Stebbins, Hayes ·
1968: Greene, Pender, Smith, Hines ·
1972: Black, Taylor, Tinker, Hart ·
1976: Glance, Jones, Hampton, Riddick ·
1980: Moeravjov, Sidorov, Prokofjev, Aksinin ·
1984: Graddy, Brown, Smith, Lewis ·
1988: Bryzgin, Krylov, Moeravjov, Savin ·
1992: Marsh, Burrell, Mitchell, Lewis ·
1996: Esmie, Gilbert, Surin, Bailey ·
2000: Drummond, Williams, Lewis, Greene ·
2004: Gardener, Campbell, Devonish, Lewis-Francis ·
2008: Bledman, Burns, Callender, Thompson ·
2012: Carter, Frater, Blake, Bolt ·
2016: Powell, Blake, Ashmeade, Bolt ·
2020: Desalu, Jacobs, Patta, Tortu ·
2024: Brown, Blake, Rodney, De Grasse